# Hóquei em patins do Futebol Clube do Porto
O Futebol Clube do Porto é um clube desportivo da cidade do Porto, Portugal, onde se praticam diversas modalidades. O presente artigo é sobre a sua secção de hóquei em patins, cuja equipa de seniores joga no Campeonato Português, o principal escalão da modalidade em Portugal.
O hóquei em patins é uma das mais prestigiadas modalidades praticadas pelos atletas Dragões e por onde passou, como seccionista, o anterior presidente Jorge Nuno Pinto da Costa.

## História
A prática do hóquei em patins no FC Porto começou oficialmente em 1944, com a inscrição nos torneios regionais, porém, devido à falta de recursos e a fracos desempenhos desportivos, o clube decide interromper as suas atividades na modalidade dois anos depois. Em 1955, a secção é reativada, desta vez de forma definitiva e por exigência dos sócios, devido ao seu fascínio pela pratica ao nível da seleção nacional. A partir daí o hóquei em patins foi crescendo dentro do clube.
Na época de 1969/70 surge a estreia nas competições europeias, na Taça dos Campeões Europeus. A sua participação começou com a eliminação do Remscheid, os campeões alemães, sendo eliminados na fase seguinte contra os espanhóis do Reus, clube que acabaria por vencer a competição.
O Porto começa a década de 80 com as vitórias consecutivas na Taça das Taças, em 1981/82 e 1982/83, e com o primeiro Campeonato Nacional em 1982/83. Desde então o clube venceu vários títulos, criando uma hegemonia nacional durante vários anos, com a conquista do pentacampeonato de 1982/83 a 1986/83 e do tricampeonato de 1988/89 a 1990/91 e vencendo ainda a Liga dos Campeões em 1985/86 e 1989/90.
No início do séc. XXI, a hegemonia do hóquei em patins do FC Porto continua a ser visível com a conquista de múltiplos campeonatos (destaca-se o decacampeonato de 2001/02 a 2010/11), com a vitória inédita na Taça Intercontinental em 2021 e as reconquistas da Liga dos Campeões em 2022/23 e da Taça Continental em 2023.

## Plantel
| N.º | Posição      | Jogador            |  |
| --- | ------------ | ------------------ |  |
| 1   | Guarda-Redes | Xavi Malián        |  |
| 24  | Guarda-Redes | Leonardo Pais      |  |
| 5   | Defesa/Médio | Telmo Pinto        |  |
| 6   | Defesa/Médio | Edu Lamas          |  |
| 78  | Defesa/Médio | Hélder Nunes       |  |
| 10  | Defesa/Médio | Pol Manrubia       |  |
| 7   | Avançado     | Ezequiel Mena      |  |
| 9   | Avançado     | Rafa               |  |
| 19  | Avançado     | Carlo Di Benedetto |  |
| 77  | Avançado     | Gonçalo Alves      |  |
| 4   | Avançado     | Tomás Santos       |  |

### Equipa Técnica
| Equipa Técnica   | Equipa Técnica    |
| ---------------- | ----------------- |
| Paulo Freitas    | Treinador         |
| Diogo Rufino     | Preparador Físico |
| Franklim Pais    | Team Manager      |
| Equipa Médica    |                   |
| Pedro Quintas    | Fisioterapeuta    |
| Daniel Cunha     | Enfermeiro        |
| António Sousa    | Médico            |
| Frederico Raposo | Médico            |

 Atualizado em 13 de agosto de 2023

## Palmarés

### Masculino

#### Internacional
- Taça Intercontinental: 1

2021
- Liga dos Campeões: 3

1985/86, 1989/1990, 2022/23
- Taça WSE: 2

1993/94, 1995/96
- Taça das Taças: 2

1981/82, 1982/83
- Taça Continental: 2

1986, 2023

#### Nacional
- Campeonato Português: 26

1982/83, 1983/84, 1984/85, 1985/86, 1986/87, 1988/89, 1989/90, 1990/91, 1998/99, 1999/00, 2001/02, 2002/03, 2003/04, 2004/05, 2005/06, 2006/07, 2007/08, 2008/09, 2009/10, 2010/11, 2012/13, 2016/17, 2018/19, 2021/22, 2023/24, 2024/25
- Campeonato Metropolitano: 1

1968
- Taça de Portugal: 19

1982/83, 1984/85, 1985/86, 1986/87, 1987/88, 1988/89, 1995/96, 1997/98, 1998/99, 2004/05, 2005/06, 2007/08, 2008/09, 2012/13, 2015/16, 2016/17, 2017/18, 2021/22, 2023/24
- Supertaça António Livramento: 23

1983, 1984, 1985, 1986, 1987, 1988, 1989, 1990, 1991, 1996, 1998, 2000, 2005, 2006, 2007, 2008, 2009, 2011, 2013, 2016, 2017, 2018, 2019
- Elite Cup: 1

2022
 Atualizado em 25 de junho de 2025